# IC 4337
IC 4337 ist eine Spiralgalaxie mit aktivem Galaxienkern vom Hubble-Typ S im Sternbild Bärenhüter am Nordsternhimmel. Sie ist schätzungsweise 324 Millionen Lichtjahre von der Milchstraße entfernt und hat einen Durchmesser von etwa 45.000 Lichtjahren. 

Im selben Himmelsareal befinden sich u. a. die Galaxien IC 944, IC 946, IC 948, IC 950.
Das Objekt wurde am 25. Juni 1897 von Lewis Swift entdeckt.